# Amedeo Mecozzi
Amedeo Mecozzi (Roma, 17 gennaio 1892 – Roma, 2 novembre 1971) è stato un generale e aviatore italiano, asso della prima guerra mondiale, teorico dell'aviazione e ideatore dell'"aviazione d'assalto".

## Biografia
Nato da una famiglia di modeste condizioni, visse l'infanzia nel pieno centro di Roma, ove vide la luce al rione Ponte, tra lungotevere Tor di Nona e via Giulia. Sin da bambino contribuì, come garzone di bottega di un fornaio, al bilancio familiare e per mantenersi agli studi, ma dedicando gran parte del poco tempo libero ad una sua vera passione, l'acquisto e la lettura di libri presso le bancarelle dell'usato. Più tardi, misurandosi quale teorico dell'aviazione con avversari dotati di prestigiosi titoli militari ed accademici, avrebbe più volte sottolineato sarcasticamente di avere "una cultura da bancarella".
Al forte carattere che lo distingueva, si aggiungeva un segno fisico particolare, una enorme macchia rossastra, una "voglia di vino" che gli copriva la parte destra del volto.
A ventun anni (2 dicembre 1913) si arruolò come soldato semplice volontario nel 6º Reggimento genio ferrovieri, destinato alle Truppe Coloniali sbarcò in Eritrea nel 1914, per rientrare in Italia il 1º giugno 1915, richiamato in patria a causa dell'intervento italiano nella prima guerra mondiale. Dal 2 settembre 1915 al 1º febbraio 1916 partecipò ad un corso per allievi piloti, uscendone con il brevetto di pilota per aerei Farman. In zona di guerra l'aspirante Mecozzi nel gennaio 1917 è alla 46ª Squadriglia, dal 10 maggio successivo alla 50ª Squadriglia Farman di Trissino, a novembre il Tenente Mecozzi è nell'aviazione da caccia dell'esercito nella 76ª Squadriglia Caccia ed il 15 dicembre alla 78ª Squadriglia Caccia. Nel corso della guerra fu promosso sergente (31 luglio 1916), sottotenente di complemento (7 luglio 1917) e tenente di complemento (17 gennaio 1918). Nelle sue azioni ottenne una medaglia d'argento al valor militare, due medaglie di bronzo al valor militare ed una croce di guerra al valor militare. In qualità di pilota di caccia gli venne accreditato l'abbattimento di sei velivoli nemici, ciò che gli valse la qualifica di asso.
Terminato il conflitto proseguì la carriera militare nel Regio Esercito, passando al servizio permanente effettivo per meriti di guerra il 31 ottobre 1919, operando fino al 1923 in enti prettamente tecnici, ma svolgendo attività di volo nel 1º Raggruppamento caccia e successivamente al 1º Stormo caccia. Già a partire dai primi anni venti iniziò l'attività di pubblicista in materia aeronautica, pubblicando i suoi primi articoli teorici, in quella fase intesi a promuovere l'unificazione delle forze aeree in un'unica Arma autonoma ed indipendente, pur senza allinearsi alle tesi di Giulio Douhet. L'obbiettivo auspicato tra gli altri dall'aviatore romano fu conseguito nel 1923, con la nascita della Regia Aeronautica, nei cui ranghi Mecozzi transitò immediatamente. Nel 1924 fu promosso capitano e nel 1927 fu promosso maggiore, nel 1926 venne chiamato al Ministero, che era appena stato assegnato ad Italo Balbo, come capo ufficio stampa. Nell'ottobre del 1929 lasciò il Ministero per prendere il comando del 7º Gruppo Autonomo Caccia Terrestre, con l'incarico di sperimentare le modalità tattiche dell'assalto aereo. La relazione finale sulle esercitazioni aeree del 1929 diede un notevole spazio al "volo rasente" (cioè all'assalto aereo) con un giudizio favorevole ai risultati dell'esperimento, pur evidenziando la mancanza di aerei progettati per tale tipo di azione. Nonostante i risultati tutt'altro che brillanti del Ba.65, progettato esplicitamente per l'assalto aereo, la sperimentazione presso il 7º Gruppo autonomo da caccia e d'assalto (denominazione assunta nel 1931) continuò per tutto il corso degli anni trenta a sperimentare le modalità di impiego dell'unità per l'assalto aereo, inserita nel 5º Stormo d'assalto, comandato da Mecozzi a partire dal luglio 1934 al giugno 1936. Mecozzi fu promosso tenente colonnello nel 1930, colonnello nel 1934 e generale di brigata aerea nel 1935.
Nel 1937 fu trasferito in Somalia, quindi costretto a lasciare il comando del 5º Stormo, rientrato in Italia nel 1938 fu messo a disposizione del Ministero, con l'incarico di presidente del RUNA (Reale UNione Aeronautica), tornando alla fine del 1939 alla presidenza dell'Ufficio Editoriale Aeronautico, alle dipendenze dello Stato Maggiore Aeronautica e nel 1940 ottenne l'incarico di dirigere la Rivista Aeronautica e Le vie dell'aria, incarico mantenuto fino all'8 settembre 1943. Il 17 giugno 1944 si ripresentò in servizio presso la 3ª Zona Aerea Territoriale, ma il 17 gennaio 1945 fu messo in ausiliaria per raggiunti limiti di età ed il 5 dicembre dello stesso fu congedato in quanto «riconosciuto permanentemente inabile al servizio militare per malattia aggravata da causa di servizio di volo», cioè a causa della sordità che lo affliggeva già da diversi anni.
Riprese, nel gennaio 1945, la direzione della
Rivista Aeronautica, diventata, per motivi di opportunità politica, emanazione dell'Associazione Culturale Aeronautica e non più direttamente del Ministero. Negli ultimi anni quaranta si orientò, in materia di relazioni internazionali, su posizioni neutralistiche, tanto che nell'agosto del 1950 fu sostituito alla direzione della Rivista aeronautica, lasciando nel 1953 anche la redazione della rivista.
Dopo l'uscita dalla Rivista Aeronautica si chiuse per diversi anni in un isolamento volontario, forse indotto dall'aggravarsi progressivo dei suoi disturbi all'udito, riempiendo la sua "cassapanca" di appunti sul suo pensiero aeronautico. Uscì dal silenzio solo nel 1965, pubblicando Guerra agli inermi e aviazione d'assalto a cura della Libreria dell'Orologio (di sua proprietà), dopo Guerra agli inermi pubblicò, sempre con la Libreria dell'Orologio, Aquila Rossa - Direttiva (1969) e Le sorti progressive dell'Aeronautica Militare (1970). Morì a Roma il 2 novembre 1971.
Il portale web dell'Aeronautica Militare ha proposto una pagina, intitolata "I grandi aviatori", dove vengono citate le maggiori personalità storiche dell'aviazione italiana, ponendo Mecozzi tra di esse.

## Il pensiero di Mecozzi

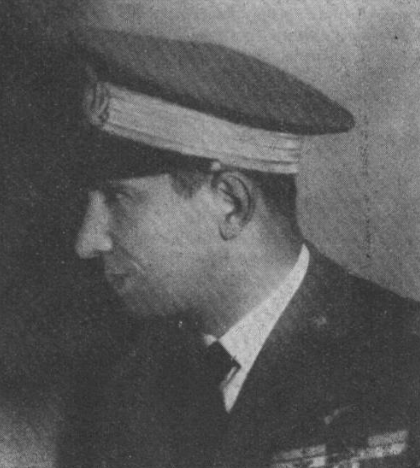
Mecozzi Amedeo

Sviluppò un coerente pensiero sulla strategia della guerra aerea che vedeva l'aviazione in stretta cooperazione e interoperabilità con le forze terrestri e navali. Avversò la concezione strategica di Giulio Douhet, espressa in un trattato del 1921 "Il dominio dell'aria", che prevedeva tra l'altro il ricorso a bombardamenti sulle città per far crollare il morale della popolazione civile, piegare la resistenza dei combattenti al fronte ed influenzare le scelte dei politici sulla continuazione delle ostilità.

### Il pensiero nel periodo fra le due guerre
Amedeo Mecozzi iniziò a scrivere di aeronautica appena finita la prima guerra mondiale, essendo ancora tenente, inizialmente su "Dovere", il cui direttore era Giulio Douhet, ma già a fine anno entrava in polemica con le teorie douhettiane in un articolo su "Gazzetta dell'Aviazione", sostenendo che in realtà nella guerra passata (la prima guerra mondiale) i danni maggiori sia in perdite materiali sia in personale di volo furono provocate dalle difese aeree e dalla caccia e non dai grandi bombardieri, gli "aerei da battaglia" di Douhet, questa posizione è ulteriormente accentuata nel 1927, con un attacco diretto alle teorie di Douhet.
Nel 1926 Mecozzi indicò le forze armate nemiche come obiettivo fondamentale per ogni azione bellica, in piena sintonia con gli assiomi di Clausewitz ed in netto contrasto con le teorie di Douhet, che mettevano al primo posto nell'elenco dei bersagli aerei i centri demografici del nemico. Nello stesso anno espresse per la prima volta il concetto di "volo rasente", cioè di volo alla minima quota possibile per sfruttare al massimo la sorpresa nell'attacco al nemico.
Per sintetizzare il pensiero di Mecozzi in questo periodo si può dire che divergeva dal pensiero di Douhet sull'utilizzo dell'aviazione per attaccare i centri demografici, mentre riteneva più proficuo un attacco a bersagli selezionati e di utilità diretta per le forze armate nemiche. Questa differenziazione sugli obiettivi comunque non spostava i concetti di Mecozzi sulla necessità dell'indipendenza sia operativa sia amministrativa dell'aeronautica dalle altre forze armate, che dovevano sì cooperare, ma ciascuna forza armata operando nella sua propria sfera di competenza. In sostanza Mecozzi definisce la guerra come un tutto unico, quindi guidata da un'unica visione strategica, in cui ogni forza armata opera in concomitanza con le altre verso un fine comune. La metodologia di attacco aereo indicata e fortemente sostenuta da Mecozzi era l'attacco a volo rasente (non radente!), per cui un numero limitato di aerei, a differenza delle masse previste da Douhet, operando ad alta velocità e bassa quota era meno soggetto all'avvistamento ed alla reazione nemica. Scopo principale dell'attacco a volo rasente era quello di portare la quantità di esplosivo necessaria alla distruzione o alla neutralizzazione del bersaglio (o poco più) direttamente sul bersaglio stesso, trascurando completamente l'area circostante. Per questo impiego della forza aerea Mecozzi propugnava una nuova specialità, distinta da quelle esistenti (caccia, bombardamento e ricognizione), che definiva "aviazione d'assalto". L'impiego dell'aviazione doveva essere autonomo nei confronti delle altre forze armate, infatti Mecozzi afferma che l'impiego dell'aviazione inizia di norma oltre il campo in cui può intervenire l'artiglieria, quindi non per un appoggio diretto alle forze terrestri, considerando solo come un fatto eccezionale l'intervento nello spazio tattico delle forze terrestri.
(Amedeo Mecozzi, Aviazione d'Assalto, comma 123)
Già in questa fase del suo pensiero Mecozzi ritiene più importante l'attacco ad obiettivi industriali nemici "paganti", come centrali elettriche, che attacchi indiscriminati sui centri demografici, con ciò prefigurando gli attacchi statunitensi mirati alla distruzione delle fabbriche di cuscinetti di rotolamento tedesche. In particolare Mecozzi indica come metodologia di attacco i"punti critici" del nemico (da lui indicati come "punti sensibili") invece di orientare l'attacco su vaste "superfici distruggibili".

### Il pensiero nella seconda guerra mondiale e nel dopoguerra
Già nel 1935 Mecozzi aveva previsto che la linea Maginot sarebbe stata sfondata (o aggirata) da forze mobili coadiuvate dall'aviazione. Mecozzi in diverse occasioni esalta l'attività degli Stuka, assimilandola a quella degli aerei d'assalto da lui proposti, sorvolando tuttavia sul fatto (tutt'altro che trascurabile) che l'impiego degli Stuka avveniva per l'appoggio diretto delle unità terrestri, su obiettivi designati dai comandi terrestri e non da quelli aeronautici. Altro sviluppo che Mecozzi approfondisce nelle sue analisi è il fatto che ora l'aviazione ha la capacità di "occupare il territorio", tramite formazioni di paracadutisti, capacità che, fino a quel momento era riservata alla truppe terrestri ed in particolare alla fanteria. Nel corso della guerra si ha anche un'evoluzione delle caratteristiche tecniche dell'aereo che Mecozzi vede più adatto alle operazioni di attacco al suolo, passando dal monomotore al bimotore con la configurazione del bombardiere leggero (Ju 88 e Mosquito), ma mostrando apprezzamento anche per lo Sturmovik. Quello che resta comunque inalterato è il fatto della necessità di un'unicità organica delle forze aeree.
Prima ancora della fine della seconda guerra mondiale Mecozzi è sempre più interessato dai nuovi sviluppi dell'attacco aereo, cioè alle nuove armi (bombe nucleari) e vettori (missili) e, addirittura, all'organica dell'elettronica nelle guerre future. In particolare egli ritiene che il bombardiere strategico debba cedere parte delle sue prerogative al nuovo mezzo, mentre resta invariata la valenza dell'aereo d'assalto per l'attacco di obiettivi di area limitata. Nell'immediato dopoguerra Mecozzi difende l'unità organica dell'aeronautica, messa in dubbio in seguito alla proibizione di munirsi di bombardieri strategici contenuta nel trattato di Parigi (Art. 64 comma 2), sostenendo indirettamente e direttamente l'aviazione d'assalto, che, secondo l'evoluzione del suo pensiero, deve riguardare la cooperazione con le forze di superficie e non la subordinazione alle stesse.
Nel corso di questo periodo Mecozzi passa da una valutazione della guerra (in particolare, della guerra aerea) come fatto militare ad una valutazione della guerra come fatto politico, entrando in questo modo in campi che esulano il pensiero militare puro. Questo nuovo filone lo porta a mettere in discussione la collocazione internazionale dell'Italia, proponendo un neutralismo disarmato, divergente dalle posizioni politiche dei vertici militari e politici dell'epoca, anche successivamente all'ingresso dell'Italia nella NATO (4 aprile 1949).

### Il pensiero nel corso della guerra fredda
I suoi scritti conclusivi e, in particolare, Guerra agli inermi e aviazione d'assalto del 1965) non rappresentano ulteriori sviluppi del suo pensiero, ma un compendio, non sempre organico, degli sviluppi precedenti, con due obiettivi comunque sempre fissi, che possono rappresentare la parte costante in tutta la sua elaborazione teorica: la critica delle teorie di Douhet e la necessità di avere un'aeronautica organicamente indipendente da Esercito e Marina. In Guerra agli inermi, che può essere considerata il testamento spirituale dell'Autore, significativamente pubblicata nel ventennale di Hiroshima e Nagasaki, Mecozzi condanna fermamente ogni forma di sciovinismo e militarismo. Anche alla luce dello sviluppo delle armi nucleari e dei vettori missilistici Mecozzi non muta il proprio giudizio di inumanità ed inutilità del bombardamento strategico ai fini della vittoria. Tuttavia, respingendo i principi di Machiavelli e di Clausewwitz di una morale di pace non applicabile direttamente agli eventi bellici e politici, Mecozzi cade nell'utopia di proporre un disarmo unilaterale da parte di tutte le nazioni mondiali.
L'ultima evoluzione del pensiero di Mecozzi si ha con Direttiva 1967, Direttiva 1968 (mai pubblicate), Aquila rossa - Direttiva (1969) e Le sorti progressive dell'Aeronautica Militare (1970) con questi scritti Mecozzi intende sollecitare i vertici dell'Aeronautica Militare per la creazione di una dottrina di guerra della Forza Aerea Italiana, in cui vengano integrati aerei, elicotteri e missili, che, nell'opinione dell'autore, sono entro certi limiti intercambiabili e complementari. In particolare, tornando alla critica a Douhet, Mecozzi nega la necessità di indicare come obiettivi prioritari le città, in quanto ciò svantaggerebbe l'Italia, che ha le città più popolose ed economicamente importanti ad una distanza non superiore a 450 km dalle potenziali basi missilistiche nemiche, quindi una tale scelta di bersagli sarebbe penalizzante più per l'Italia che per un eventuale nemico. Invece Mecozzi sviluppa ulteriormente le sue idee sull'utilizzo dei mezzi aerei per effettuare aviosbarchi nelle retrovie nemiche, tanto dare il titolo ad un libro sulla base di un'esercitazione complessa di aviosbarco (appunto Aquila Rossa) avvenuta nel 1967.
Il pensiero di Mecozzi è ovviamente ancora attuale alla luce dei conflitti verificatisi successivamente alla fine della guerra fredda e la parte del suo pensiero condivisa con quello di Douhet è dunque sia la supremazia aerea, intesa però diversamente, sia la necessità per entrambi che l'aeronautica sia indipendente (in campo operativo) ed autonoma (in campo organico) dalle altre forze armate.
(Gen. Ranieri Cuppini, in occasione del trentennale della fondazione dell'Accademia Aeronautica (1954))